# Ministério das Finanças e do Plano
O Ministério das Finanças e do Plano foi a designação de um departamento dos II, III, IV, VI, VII, VIII e IX Governos Constitucionais de Portugal.

## Ministros
Os titulares do cargo de ministro das Finanças e do Plano foram:
| Período     | Ministro             | Governo                     |
| ----------- | -------------------- | --------------------------- |
| 1978        | Vítor Constâncio     | II Governo Constitucional   |
| 1978        | José da Silva Lopes  | III Governo Constitucional  |
| 1978 – 1979 | Manuel Jacinto Nunes | IV Governo Constitucional   |
| 1980 – 1981 | Aníbal Cavaco Silva  | VI Governo Constitucional   |
| 1981        | João Morais Leitão   | VII Governo Constitucional  |
| 1981 – 1983 | João Salgueiro       | VIII Governo Constitucional |
| 1983 – 1985 | Ernâni Lopes         | IX Governo Constitucional   |